# USS Cavalla (SS-244)
USS Cavalla (SS-244) — американская подводная лодка класса «Гато» времён Второй мировой войны.
Введена в строй 29 февраля 1944 года. 19 июня 1944 г. во время битвы в Филиппинское море тремя торпедами потопила японский авианосец Сёкаку, который ранее участвовал в атаке на Пёрл-Харбор.
С 21 января 1971 года установлена как памятник в морском парке штата Техас.